# Ламонт, Нед
Нед Ламонт (англ. Ned Lamont), полное имя Эдвард Майнер Ламонт мл. (англ. Edward Miner Lamont Jr.; род. 3 января 1954, Вашингтон) — американский политик, представляющий Демократическую партию. Губернатор штата Коннектикут (с 2019).

## Биография
Окончил академию Филлипса в Эксетере в 1972 году, учился в Гарварде (бакалавр, 1976), получил степень магистра делового администрирования в Йельском университете (1980).
В 1977 году начал работать в маленькой газете Black River Tribune (Ладлоу, Вермонт). В 1984 году основал телекомпанию Lamont Digital Systems, позднее переименованную в Campus Televideo, которая предоставляет спутниковую связь и другие виды телекоммуникаций университетам и колледжам. Входил в течение одного срока в городское правление города Гривнич в Коннектикуте, три срока состоял в Финансовом совете города, а также возглавлял Консультативный инвестиционный совет штата. В 2006 году победил действующего сенатора Джозефа Либермана на праймериз Демократической партии, но тот пошёл на выборы в качестве независимого кандидата и победил Ламонта.
6 ноября 2018 года на губернаторских выборах в Коннектикуте победил республиканца Боба Стефановски, набрав 694 510 голосов (49,4 %) против 650 138 голосов (46,2 %) у соперника.
В ходе предвыборной кампании обещал взимание платы за пользование дорогами только с грузовиков, отказ от повышения подходного налога и налога на добавленную стоимость, а также сокращение налога на недвижимость, декриминализацию хранения небольших доз марихуаны в терапевтических целях, постепенное повышение в течение нескольких лет минимальной оплаты труда с текущих 10,1 доллара в час до 15 долларов, введение на уровне штата оплачиваемых отпусков по семейным и медицинским обстоятельствам, ограничение пенсионных прав госслужащих штата в качестве одной из мер сокращения дефицита бюджета (в частности, снижение численности работающих пенсионеров и ограничение размера пенсий, поскольку с 2010 года количество пенсионеров — госслужащих штата, получающих пенсию более 100 тыс. долларов в год, выросло с 378 до 1400), легализацию спортивного тотализатора.
8 ноября 2022 года был переизбран на новый срок, победив на губернаторских выборах республиканца Боба Стефановски.